# Cyathea conjugata
Cyathea conjugata là một loài thực vật có mạch trong họ Cyatheaceae. Loài này được (Spruce ex Hook.) Domin mô tả khoa học đầu tiên năm 1929.